# Federazione cestistica del Perù
La Federazione cestistica del Perù è l'ente che controlla e organizza la pallacanestro in Perù.
La federazione controlla inoltre la nazionale di pallacanestro del Perù. Ha sede a Lima e l'attuale presidente è Jorge Ferreyros.
È affiliata alla FIBA dal 1936 e organizza il campionato di pallacanestro del Perù.